# Михаїл III (візантійський імператор)
Михаїл III П'яниця (Метист) (грец. Μιχαήλ Γʹ; 19 січня 840 — 23 вересня 867) — імператор Візантії з 842 по 867 рік.
Походив з Аморійської (Фригійської) династії. Син імператора Теофіла.

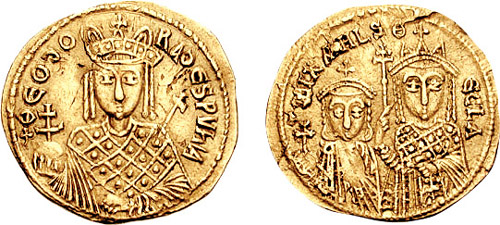
Михаїл III

До 856 правила його мати Теодора (як регент). У 856–865 фактична влада у Візантії перебувала в руках його дядька — Барди.
У 858 році басилевс Михаїл пішов з військом берегом і морем на болгар. Ось що говорить про це Повість временних літ:
|  | В літо 6366. Цар Михаїл пішов з воями берегом і морем на болгар; болгари ж побачили, що не зможуть чинити опір, попросили похрестити [їх і обіцяли] покорятися грекам. Цар же похрестив князів їхніх і всіх бояр і мир уклав з болгарами. |

За правління Михаїла III у 860 відбувався перший похід київської дружини на чолі з князями Аскольдом і Діром на Константинополь. Вів війни з арабами, внаслідок яких вони були відкинуті у Месопотамію.
Убитий своїм фаворитом Василієм I Македонянином.